# Petrus Hurtado
Petrus Hurtado, né en 1620 et mort en 1671, était compositeur et maître de chant de la cathédrale Saint-Bavon de Gand au milieu du XVIIe siècle. Bien que son nom de famille indique sans doute une origine ibérique, il peut être né aux Pays-Bas méridionaux.

## Biographie
Pendant dix ans, Hurtado remplit les fonctions d'enfant de chœur à la chapelle royale de Bruxelles.
Ayant perdu successivement son père, qui fut lieutenant de cavalerie dans l'armée du roi d'Espagne, et son beau-frère, Laurent Wilmetz, qui servit en qualité de capitaine dans la même armée, il se vit obligé de pourvoir à l'existence de sa mère et de cinq orphelins de son frère. Ses ressources ne lui permettant pas de faire face à leurs besoins, il attendit une occasion favorable pour améliorer sa position, et la mort de Van Biervliet, chanoine de la collégiale Sainte-Pharaïlde de Gand, ne tarda pas à la lui fournir. Pierre Hurtado y de Avalos, « prebstre » et « maistre de chant », s'adressa donc au gouverneur des Pays-Bas pour l'obtention de cette prébende, et nous supposons qu'elle lui fut octroyée sans la moindre opposition. Sa requête, que l'on conserve aux Archives du royaume, ne porte pas de date. Mais les mots « dernier siège d'Arras » indiquent clairement un événement tout récent, sans doute le siège d'Arras de 1654.
D'après Hellin, la cathédrale Saint-Bavon avait jadis un maître de musique, douze musiciens, non compris l'organiste et les instrumentistes. Pour être placé à la tête d'un tel ensemble, Hurtado devait avoir un mérite sérieux.

## Œuvres
Un inventaire, daté de 1734, de la collection de partitions de l'église Sainte-Walburge d'Audenarde dresse la liste de quelques œuvres de Hurtado :
1. motet de chœur, à quatre voix et à trois instruments ;
2. motet de chœur, à trois voix et à trois instruments ;
3. motet à trois voix ;
4. Te Deum, à six voix et à trois instruments ;
5. motet à six voix et à trois instruments.
En outre, on connaît de lui un recueil de cantiones natalitiæ (des chants de Noël latins et néerlandais), publié par Pierre Phalèse à Anvers en 1655.

## Ressources

### Sources
- (fr) Arthur Pougin (réd.), Biographie universelle des musiciens et bibliographie générale de la musique. Supplément et complément, Paris, Firmin-Didot et Cie, 1878, p. 9.
- (nl) Rudolf Rasch, « Meerstemmige kerstliederen in de katholieke kerk », Een muziekgeschiedenis der Nederlanden (réd. Louis Peter GRIJP et Ignace Bossuyt), Amsterdam University Press, 2001  (ISBN 9053564888), p. 201.
- (fr) Edmond Vander Straeten, La Musique aux Pays-Bas avant le XIXe siècle, Bruxelles, C. Muquardt, 1867, p. 39-41.

### Discographie
- Cantiones Natalitiæ par l'ensemble Camerata Trajectina, sous la direction du musicologue Louis Peter Grijp, Globe 6033, 1995 (Illibata, ter beata et Sus kintjen sus en crijt niet meer de Petrus Hurtado).
- A Dutch Christmas, par Early Music New York, sous la direction de Frederick Renz, Ex cathedra Records, 2010 (In 't stalleken van Bethlehem de Petrus Hurtado).